# Danh sách đĩa nhạc của Zedd
Đây là danh sách các đĩa nhạc của nhà sản xuất nhạc điện tử và DJ người Nga-Đức, Zedd. Anh đã phát hành hai album phòng thu —Clarity, True Colors  và Telos

## Album

### Album phòng thu
| Clarity                                                                               | - Phát hành: 2 tháng 10 năm 2012 (US) - Hãng đĩa: Interscope - Định dạng: CD, LP, tải kỹ thuật số | —  | —  | — | 77 | 30 | —  | 8 | 32 | 2 | - Hoa Kỳ: 208.000 |
| True Colors                                                                           | - Phát hành: 18 tháng 5 năm 2015 - Hãng đĩa: Interscope - Định dạng: CD, LP, tải kỹ thuật số      | 50 | 19 | 6 | 13 | 14 | 42 | 4 | 4  | 1 |                   |
| Telos                                                                                 | - Phát hành: 30 tháng 8 năm 2024 - Hãng đĩa: Interscope - Định dạng: CD, LP, tải kỹ thuật số      | —  | —  | — | —  | —  | —  | — | —  | — |                   |
| Ký hiệu "—" chỉ bản thu không được xếp hạng hoặc không được phát hành tại khu vực đó. |                                                                                                   |    |    |   |    |    |    |   |    |   |                   |

### Album tuyển tập
| Tựa đề | Chi tiết album |
| ------ | --- |
| Stay + | - Phát hành: 27 tháng 12 năm 2017 (chỉ tại Nhật Bản) - Nhãn đĩa: Universal Music Japan - Định dạng: CD, tải kỹ thuật số |

### Đĩa mở rộng (EP)
| Tựa đề                    | Chi tiết album                                                                       |
| ------------------------- | ------------------------------------------------------------------------------------ |
| The Anthem (Remixes)      | - Phát hành: 25 tháng 2 năm 2011 - Hãng đĩa: Big Fish - Định dạng: Tải kỹ thuật số   |
| Autonomy                  | - Phát hành: 28 tháng 3 năm 2011 - Hãng đĩa: Bugeyed - Định dạng: Tải kỹ thuật số    |
| Shave It – The Aftershave | - Phát hành: 8 tháng 11 năm 2011 - Hãng đĩa: OWSLA - Định dạng: Tải kỹ thuật số      |
| Stars Come Out (Remixes)  | - Phát hành: 13 tháng 2 năm 2012 - Hãng đĩa: Dim Mak - Định dạng: Tải kỹ thuật số    |
| Spectrum                  | - Phát hành: 31 tháng 7 năm 2012 - Hãng đĩa: Interscope - Định dạng: Tải kỹ thuật số |
| Clarity (Remixes)         | - Phát hành: 12 tháng 2 năm 2013 - Hãng đĩa: Interscope - Định dạng: Tải kỹ thuật số |
| Beautiful Now (Remixes)   | - Phát hành: 10 tháng 7 năm 2015 - Hãng đĩa: Interscope - Định dạng: Tải kỹ thuật số |

## Đĩa đơn

### Nghệ sĩ chính
| Tựa đề                                                                                | Năm  | Vị trí xếp hạng cao nhất | Vị trí xếp hạng cao nhất | Vị trí xếp hạng cao nhất | Vị trí xếp hạng cao nhất | Vị trí xếp hạng cao nhất | Vị trí xếp hạng cao nhất | Vị trí xếp hạng cao nhất | Vị trí xếp hạng cao nhất | Vị trí xếp hạng cao nhất | Vị trí xếp hạng cao nhất | Chứng nhận                                                                                           | Album               | |
| Tựa đề                                                                                | Năm  | Đức                      | Úc                       | Áo                       | Canada                   | Ireland                  | Nhật Bản                 | New Zealand              | Thụy Điển                | Anh Quốc                 | Hoa Kỳ                   | Chứng nhận                                                                                           | Album               | |
| ------------------------------------------------------------------------------------- | ---- | ------------------------ | ------------------------ | ------------------------ | ------------------------ | ------------------------ | ------------------------ | ------------------------ | ------------------------ | ------------------------ | ------------------------ | --- | ------------------- | --- |
| "The Anthem"                                                                          | 2010 | —                        | —                        | —                        | —                        | —                        | —                        | —                        | —                        | —                        | —                        | | Đĩa đơn không album | |
| "Autonomy"                                                                            | 2011 | —                        | —                        | —                        | —                        | —                        | —                        | —                        | —                        | —                        | —                        | | Đĩa đơn không album | |
| "The Legend of Zelda"                                                                 | 2011 | —                        | —                        | —                        | —                        | —                        | —                        | —                        | —                        | —                        | —                        | | Đĩa đơn không album | |
| "Dovregubben"                                                                         | 2011 | —                        | —                        | —                        | —                        | —                        | —                        | —                        | —                        | —                        | —                        | | Đĩa đơn không album | |
| "Scorpion Move"                                                                       | 2011 | —                        | —                        | —                        | —                        | —                        | —                        | —                        | —                        | —                        | —                        | | Đĩa đơn không album | |
| "Shave It Up"                                                                         | 2011 | —                        | —                        | —                        | —                        | —                        | —                        | —                        | —                        | —                        | —                        | | Clarity             | |
| "Stars Come Out" (hợp tác với Heather Bright)                                         | 2011 | —                        | —                        | —                        | —                        | —                        | —                        | —                        | —                        | —                        | —                        | | Đĩa đơn không album | |
| "Slam the Door"                                                                       | 2012 | —                        | —                        | —                        | —                        | —                        | —                        | —                        | —                        | —                        | —                        | | Đĩa đơn không album | |
| "Shotgun"                                                                             | 2012 | —                        | —                        | —                        | —                        | —                        | —                        | —                        | —                        | —                        | —                        | | Đĩa đơn không album | |
| "Human" (với Nicky Romero)                                                            | 2012 | —                        | —                        | —                        | —                        | —                        | —                        | —                        | —                        | —                        | —                        | | Đĩa đơn không album | |
| "Spectrum" (hợp tác với Matthew Koma)                                                 | 2012 | 80                       | —                        | 30                       | —                        | —                        | 4                        | —                        | —                        | —                        | —                        | - RIAA: Vàng                                                                                         | Clarity             | |
| "Clarity" (hợp tác với Foxes)                                                         | 2012 | 94                       | 13                       | —                        | 17                       | 39                       | —                        | 13                       | —                        | 27                       | 8                        | - ARIA: 2× Bạch kim - BPI: Bạc - MC: Bạch kim - RMNZ: Vàng - RIAA: Bạch kim                          | Clarity             | |
| "Stay the Night" (hợp tác với Hayley Williams)                                        | 2013 | 15                       | 11                       | 12                       | 20                       | 8                        | —                        | 20                       | 47                       | 2                        | 18                       | - ARIA: Bạch kim - BPI: Bạc - RIAA: Bạch kim                                                         | Clarity             | |
| "Push Play" (hợp tác với Miriam Bryant)                                               | 2013 | —                        | —                        | —                        | —                        | —                        | —                        | —                        | —                        | —                        | —                        | | Clarity             | |
| "Find You" (hợp tác với Matthew Koma và Miriam Bryant)                                | 2014 | —                        | 68                       | —                        | —                        | —                        | —                        | —                        | —                        | —                        | —                        | | Divergent           | |
| "I Want You to Know" (hợp tác với Selena Gomez)                                       | 2015 | 39                       | 22                       | 36                       | 19                       | 23                       | 21                       | —                        | 23                       | 14                       | 17                       | - ARIA: Vàng - RIAA: Bạch kim                                                                        | True Colors         | |
| "Beautiful Now" (hợp tác với Jon Bellion)                                             | 2015 | —                        | —                        | —                        | 59                       | —                        | —                        | —                        | —                        | —                        | 64                       | - RIAA: Vàng                                                                                         | True Colors         | |
| "Papercut" (hợp tác với Troye Sivan)                                                  | 2015 | —                        | 93                       | —                        | —                        | —                        | —                        | —                        | —                        | —                        | —                        | | True Colors         | |
| "Candyman" (với Aloe Blacc)                                                           | 2016 | —                        | —                        | —                        | —                        | —                        | —                        | —                        | —                        | —                        | —                        | | Đĩa đơn không album | |
| "True Colors" (với Kesha)                                                             | 2016 | —                        | 76                       | —                        | 66                       | 81                       | —                        | —                        | —                        | 78                       | 74                       | | Đĩa đơn không album | |
| "Adrenaline" (với Grey)                                                               | 2016 | —                        | —                        | —                        | —                        | —                        | —                        | —                        | —                        | —                        | —                        | | Đĩa đơn không album | |
| "Ignite"                                                                              | 2016 | —                        | —                        | —                        | —                        | —                        | —                        | —                        | —                        | —                        | —                        | | Đĩa đơn không album | |
| "Stay" (với Alessia Cara)                                                             | 2017 | 13                       | 3                        | 6                        | 9                        | 8                        | 35                       | 9                        | 9                        | 8                        | 7                        | - BVMI: Vàng - ARIA: 3× Bạch kim - BPI: Bạch kim - GLF: 2× Bạch kim - RIAA: 2× Bạch kim - RMNZ: Vàng | TBA                 | |
| "Get Low" (với Liam Payne)                                                            | 2017 | 75                       | 39                       | 54                       | 50                       | 37                       | 64                       | —                        | 43                       | 26                       | 91                       | - BPI: Bạc - MC: Vàng                                                                                | TBA                 | |
| "The Middle" (với Maren Morris và Grey)                                               | 2018 | 15                       | 7                        | 12                       | 6                        | 7                        | 50                       | 9                        | 19                       | 7                        | 6                        | - ARIA: Bạch kim - BPI: Bạc - GLF: Vàng - MC: Bạch kim - RMNZ: Vàng                                  | TBA                 | - BVMI: Gold - ARIA: 3× Platinum - BPI: Gold - GLF: Gold - MC: 3× Platinum - RIAA: 3× Platinum - RMNZ: Platinum |
| "Happy Now" (với Elley Duhé)                                                          | 64   | 27                       | 64                       | 53                       | 24                       | 58                       | 39                       | 64                       | 45                       | 90                       | - RIAA: Gold             | |                     | |
| "Lost in Japan" (remix với Shawn Mendes)                                              | —    | —                        | —                        | —                        | —                        | —                        | —                        | 94                       | —                        | 48                       |                          | Non-album single                                                                                     |                     | |
| "365" (với Katy Perry)                                                                | 2019 | 72                       | 38                       | 70                       | 52                       | 33                       | —                        | —                        | 60                       | 37                       | 86                       | | TBA                 | |
| Ký hiệu "—" chỉ bản thu không được xếp hạng hoặc không được phát hành tại khu vực đó. |      |                          |                          |                          |                          |                          |                          |                          |                          |                          |                          | |                     | |

### Hợp tác
| Tựa đề                                                                                | Năm  | Vị trí xếp hạng cao nhất | Vị trí xếp hạng cao nhất | Vị trí xếp hạng cao nhất | Vị trí xếp hạng cao nhất | Vị trí xếp hạng cao nhất | Vị trí xếp hạng cao nhất | Vị trí xếp hạng cao nhất | Vị trí xếp hạng cao nhất | Vị trí xếp hạng cao nhất | Vị trí xếp hạng cao nhất | Chứng nhận | Album         |
| Tựa đề                                                                                | Năm  | Đức                      | Úc                       | Áo                       | Canada                   | Ireland                  | Nhật Bản                 | New Zealand              | Thụy Điển                | Anh Quốc                 | Hoa Kỳ                   | Chứng nhận | Album         |
| ------------------------------------------------------------------------------------- | ---- | ------------------------ | ------------------------ | ------------------------ | ------------------------ | ------------------------ | ------------------------ | ------------------------ | ------------------------ | ------------------------ | ------------------------ | --- | ------------- |
| "Break Free" (Ariana Grande hợp tác với Zedd)                                         | 2014 | 12                       | 3                        | 5                        | 5                        | 9                        | 19                       | 5                        | 6                        | 16                       | 4                        | - ARIA: 2× Bạch kim - BPI: Vàng - IFPI SWE: 4× Bạch kim - MC: 2× Bạch kim - RIAA: 3× Bạch kim - BVMI: Vàng - RIAJ: Bạch kim - RMNZ: Vàng | My Everything |
| "Starving" (Hailee Steinfeld và Grey hợp tác với Zedd)                                | 2016 | 57                       | 5                        | 44                       | 18                       | 17                       | —                        | 5                        | 27                       | 17                       | 20                       | - ARIA: Bạch kim - RMNZ: Vàng | Haiz          |
| Ký hiệu "—" chỉ bản thu không được xếp hạng hoặc không được phát hành tại khu vực đó. |      |                          |                          |                          |                          |                          |                          |                          |                          |                          |                          | |               |

## Khác
| Tựa đề                            | Năm  | Album                                           |
| --------------------------------- | ---- | ----------------------------------------------- |
| "Changes" (hợp tác với Champions) | 2011 | Skrillex Presents Free Treats Volume: 001       |
| "Codec"                           | 2013 | Nhạc phim Now You See Me                        |
| "Into the Lair"                   | 2013 | Nhạc phim The Mortal Instruments: City of Bones |

## Sản xuất
| Năm  | Nghệ sĩ          | Tựa đề                  | Ngày phát hành       | Album         |
| ---- | ---------------- | ----------------------- | -------------------- | ------------- |
| 2012 | Eva Simons       | "I Don't Like You"      | 26 tháng 3 năm 2012  | EVA-LUTION    |
| 2012 | Justin Bieber    | "Beauty and a Beat"     | 12 tháng 11 năm 2012 | Believe       |
| 2013 | Namie Amuro      | "Heaven"                | 10 tháng 7 năm 2013  | Feel          |
| 2013 | Lady Gaga        | "G.U.Y."                | 6 tháng 11 năm 2013  | Artpop        |
| 2013 | Lady Gaga        | "Aura"                  | 6 tháng 11 năm 2013  | Artpop        |
| 2013 | Lady Gaga        | "Donatella"             | 6 tháng 11 năm 2013  | Artpop        |
| 2014 | Ariana Grande    | "Break Free"            | 2 tháng 7 năm 2014   | My Everything |
| 2016 | Lindsey Stirling | "Love's Just a Feeling" | 9 tháng 8 năm 2016   | Brave Enough  |

## Remix
| Năm  | Nghệ sĩ                  | Bài hát                           | Tựa đề                             |
| ---- | ------------------------ | --------------------------------- | ---------------------------------- |
| 2010 | Arbre Blass              | "No Regrets"                      | SL Curtiz & Zedd Remix             |
| 2010 | Armand Van Helden        | "Witch Doktor"                    |                                    |
| 2010 | B.o.B                    | "Nothin' on You"                  |                                    |
| 2010 | Dan Thomas               | "This Year"                       |                                    |
| 2010 | David May                | "Facebook Love"                   | Zedd Instrumental Remix Zedd Remix |
| 2010 | Erick Decks              | "Nasty"                           | Zedd Dub Remix Zedd Vocal Remix    |
| 2010 | Fatboy Slim              | "Weapon of Choice"                |                                    |
| 2010 | FLX                      | "I Feel Untouched"                | Zedd's Bigroom Remix               |
| 2010 | Frowin Von Boyen         | "Speedy P"                        |                                    |
| 2010 | Lucky Date               | "Ho's & Disco's"                  |                                    |
| 2010 | Moussa Clarke            | "Love Key 2010"                   |                                    |
| 2010 | Periphery                | "Icarus Lives!"                   | Zedd Remix                         |
| 2010 | Skrillex                 | "Scary Monsters and Nice Sprites" |                                    |
| 2010 | Skrillex                 | "WEEKENDS!!!"                     |                                    |
| 2010 | SL Curtiz and Radio Jack | "Kid Yourself"                    |                                    |
| 2010 | The Black Eyed Peas      | "The Time (Dirty Bit)"            |                                    |
| 2010 | Wolfgang Gartner         | "Latin Fever"                     |                                    |
| 2011 | Diddy – Dirty Money      | "Ass on the Floor"                |                                    |
| 2011 | Lady Gaga                | "Marry the Night"                 |                                    |
| 2011 | Lady Gaga                | "Born This Way"                   |                                    |
| 2011 | Swedish House Mafia      | "Save the World"                  |                                    |
| 2012 | Skrillex                 | "Breakn' a Sweat"                 |                                    |
| 2013 | Zedd                     | "Clarity"                         | Zedd Union Mix                     |
| 2013 | Miriam Bryant            | "Push Play"                       |                                    |
| 2013 | Empire of the Sun        | "Alive"                           |                                    |
| 2014 | Magic!                   | "Rude"                            |                                    |
| 2014 | Zedd                     | "Stay the Night"                  | Zedd & Kevin Drew Remix            |
| 2016 | DJ Snake                 | "Let Me Love You"                 | Zedd Remix                         |

## Video âm nhạc

### Nghệ sĩ chính
| Năm  | Tựa đề                                                 | Đạo diễn            | Ngày phát hành      | Hãng đĩa           |
| ---- | ------------------------------------------------------ | ------------------- | ------------------- | ------------------ |
| 2011 | "Shave It"                                             | Sean Stiegemeier    | 1 tháng 11 năm 2011 | OWSLA              |
| 2012 | "Slam the Door"                                        | Justin Nizer        | 12 tháng 1 năm 2012 | OWSLA              |
| 2012 | "Spectrum" (hợp tác với Matthew Koma)                  | Petro               | 15 tháng 8 năm 2012 | Interscope Records |
| 2012 | "Stache"                                               | Roboto              | 2 tháng 10 năm 2012 | Interscope Records |
| 2013 | "Clarity" (hợp tác với Foxes                           | Jodeb               | 11 tháng 1 năm 2013 | Interscope Records |
| 2013 | "Stay the Night" (hợp tác với Hayley Williams)         | Daniel Cloud Campos | 23 tháng 9 năm 2013 | Interscope Records |
| 2014 | "Find You" (hợp tác với Matthew Koma và Miriam Bryant) | Jodeb               | 16 tháng 3 năm 2014 | Interscope Records |
| 2015 | "I Want You to Know" (hợp tác với Selena Gomez)        | Brent Bonacorso     | 10 tháng 3 năm 2015 | Interscope Records |
| 2015 | "Beautiful Now" (hợp tác với Jon Bellion)              | Jodeb               | 11 tháng 6 năm 2015 | Interscope Records |

### Hợp tác
| Năm  | Tựa đề                                                 | Đạo diễn            | Ngày phát hành      | Hãng đĩa         |
| ---- | ------------------------------------------------------ | ------------------- | ------------------- | ---------------- |
| 2014 | "Break Free" (Ariana Grande hợp tác với Zedd)          | Chris Marrs Piliero | 12 tháng 8 năm 2014 | Republic Records |
| 2016 | "Starving" (Hailee Steinfeld và Grey hợp tác với Zedd) | Darren Craig        | 27 tháng 9 năm 2016 | Republic Records |

## Video âm nhạc

### Chính
| Tựa đề                                                 | Năm  | Đạo diễn            | Ngày phát hành      | Nhãn đĩa           |
| ------------------------------------------------------ | ---- | ------------------- | ------------------- | ------------------ |
| "Shave It"                                             | 2011 | Sean Stiegemeier    | 1 tháng 11 năm 2011 | OWSLA              |
| "Slam the Door"                                        | 2012 | Justin Nizer        | 12 tháng 1 năm 2012 | OWSLA              |
| "Spectrum" (hợp tác với Matthew Koma)                  | 2012 | Petro               | 15 tháng 8 năm 2012 | Interscope Records |
| "Stache"                                               | 2012 | Roboto              | 2 tháng 10 năm 2012 | Interscope Records |
| "Clarity" (hợp tác với Foxes)                          | 2013 | Jodeb               | 11 tháng 1 năm 2013 | Interscope Records |
| "Stay the Night" (hợp tác với Hayley Williams)         | 2013 | Daniel Cloud Campos | 23 tháng 9 năm 2013 | Interscope Records |
| "Find You" (hợp tác với Matthew Koma và Miriam Bryant) | 2014 | Jodeb               | 16 tháng 3 năm 2014 | Interscope Records |
| "I Want You to Know" (hợp tác với Selena Gomez)        | 2015 | Brent Bonacorso     | 10 tháng 3 năm 2015 | Interscope Records |
| "Beautiful Now" (hợp tác với Jon Bellion)              | 2015 | Jodeb               | 11 tháng 6 năm 2015 | Interscope Records |
| "Stay" (với Alessia Cara)                              | 2017 | Tim Mattia          | 18 tháng 4 năm 2017 | Interscope Records |

### Hợp tác
| Tựa đề                                                 | Năm  | Đạo diễn            | Ngày phát hành      | Nhãn đĩa         |
| ------------------------------------------------------ | ---- | ------------------- | ------------------- | ---------------- |
| "Break Free" (Ariana Grande hợp tác với Zedd)          | 2014 | Chris Marrs Piliero | 12 tháng 8 năm 2014 | Republic Records |
| "Starving" (Hailee Steinfeld và Grey hợp tác với Zedd) | 2016 | Darren Craig        | 27 tháng 9 năm 2016 | Republic Records |